# Comitê de Peritos das Nações Unidas sobre Gestão de Informações Geoespaciais Globais
O Comitê de Peritos das Nações Unidas sobre Gestão de Informação Geoespacial Global (UN-GGIM) é um dos nove grupos de especialistas do Conselho Econômico e Social das Nações Unidas (ECOSOC) e para promover o desenvolvimento global da informação geoespacial.

## Sociedades Geoespaciais
O UN-GGIM Geospatial Societies (UN-GGIM GS), anteriormente Joint Board of Geospatial Information Societies (JBGIS), é uma coalizão reconhecida pelo UN-GGIM:
- IEEE Geoscience and Remote Sensing Society
- Associação Internacional de Geodésia
- Associação Cartográfica Internacional
- Federação Internacional de Topógrafos
- União Geográfica Internacional
- Associação Internacional da Indústria de Mapas
- Sociedade Internacional para a Terra Digital
- Sociedade Internacional de Fotogrametria e Sensoriamento Remoto

Além dos membros plenos acima, existem os seguintes membros observadores do UN-GGIM GS:
- Organização Hidrográfica Internacional
- Associação de Sistemas de Informação Urbanos e Regionais

## Membros notáveis
- Vanessa Lawrence, empresária e geógrafa britânica